# Byron Randall
Byron Randall (Tacoma, 1918 – San Francisco, 1999) est un artiste américain de la Côte ouest, réputé pour ses peintures et gravures expressionnistes. Contemporain des artistes Pablo O'Higgins, Anton Refregier, Robert P. McChesney, Emmy Lou Packard (sa seconde épouse) et Pele de Lappe (sa dernière compagne), Randall a partagé sa politique de gauche tout en explorant différentes techniques et styles, notamment une utilisation vivante de la couleur et de la ligne.

## Biographie
Né le 23 octobre 1918 à Tacoma, dans l'État de Washington, Byron Theodore Randall grandit à Salem, en Oregon, où il travaille comme serveur, récolteur, boxeur et cuisinier pour la prison du comté de Marion afin de financer sa carrière artistique,.
En 1939, Randall se forme auprès de Louis Bunce et Charles Val Clear au Salem Art Center du Federal Art Project ; il y enseignera par la suite. À l'âge de 20 ans, une exposition personnelle à la Whyte Gallery de Washington DC attire l'attention de Newsweek sur son travail et lance sa carrière professionnelle. Cette exposition est suivie par de nombreuses autres, au fil des ans, dans des endroits tels que Baltimore, Salem, Oregon, Chicago, New York, San Francisco, Los Angeles, Philadelphie, Seattle, Indianapolis, Toronto, Montréal, Moscou, Leeds, Édimbourg et Inverness (Écosse).
Randall s'est marié trois fois. Sa première épouse est Helen Nelson, une sculpteuse canadienne, qu'il avait rencontré au Salem Art Center alors qu'il y suivait ses cours, en 1939. Nelson y est emmenée de New York pour devenir la première instructrice de sculpture pour aveugles au Centre. Elle aiguise l'engagement de Byron Randall en faveur du militantisme social et syndical et sa confiance en son talent apporte un soutien vital au jeune artiste. En 1940, ils se marient et déménagent au Mexique pendant six mois, où ils ont un enfant, Gale, et où Randall continue à se développer en tant que peintre, inspiré par le paysage et les gens vibrants,. Pendant la Seconde Guerre mondiale, alors que Randall sert dans la marine marchande, il continue à peindre autant que possible. Ses expériences dans le Pacifique Sud influencent sa préférence pour les formes naturelles et les couleurs vives,.
Après la guerre, Randall se rend en Europe de l'Est en tant que correspondant artistique pour une agence de presse canadienne ; témoin direct, il peint la dévastation d'après-guerre de la Yougoslavie et de la Pologne. Randall et Helen s'installent dans le quartier de North Beach à San Francisco où ils ont un deuxième enfant, Jonathan, en 1948. Cinq ans plus tard, ils quittent les États-Unis pour le Canada, pour échapper à l'anticommunisme maccarthyste, ayant tous les deux été membres du Parti communiste américain. En 1956, Helen meurt dans un accident de la route.

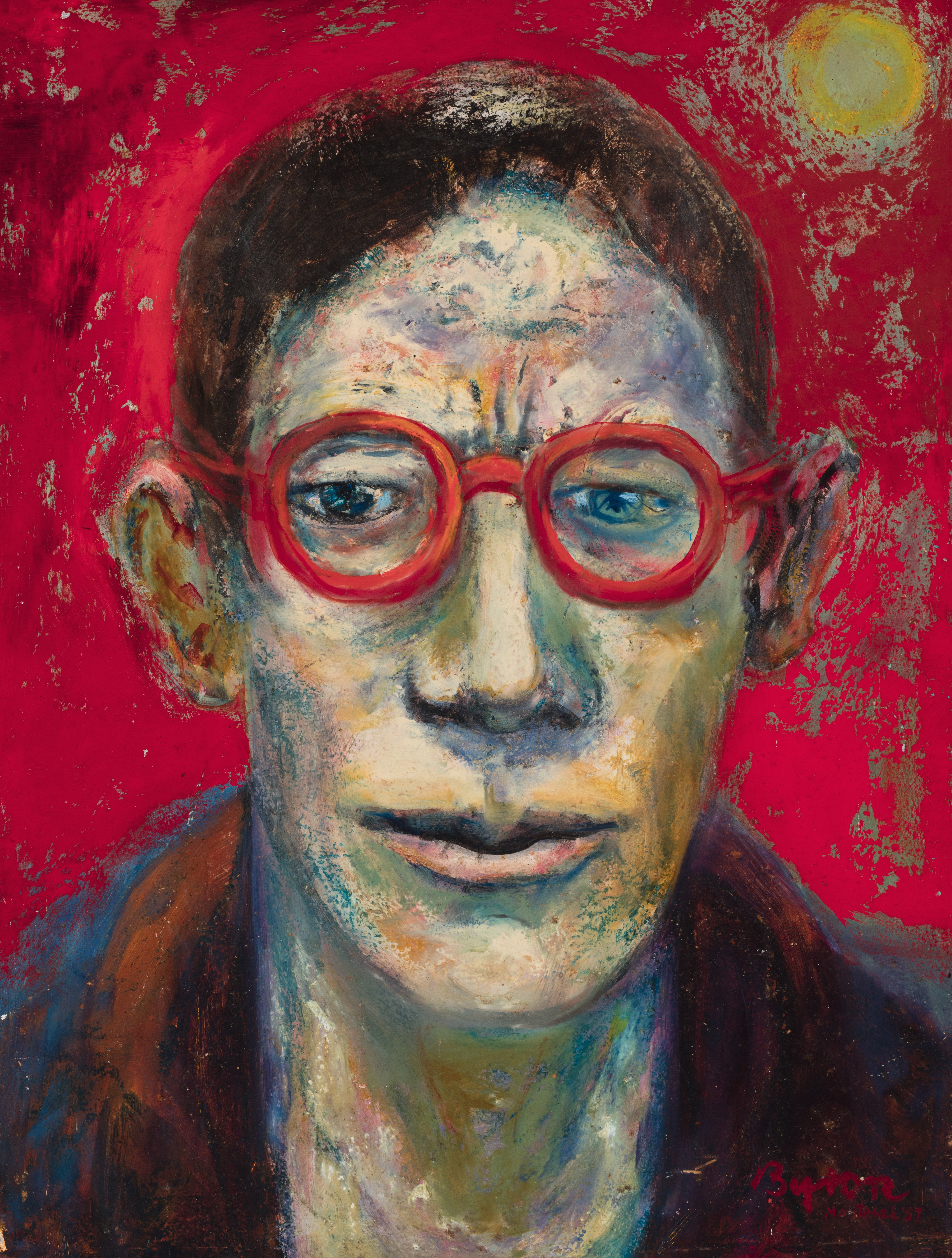
Byron Randall, Autoportrait, 1957 (huile).

Randall et ses enfants retournent à San Francisco où il épouse plus tard la graveuse et muraliste Emmy Lou Packard. Entre 1959 et 1968, Randall et Packard dirigent une maison d'hôtes et une galerie d'art à Mendocino, en Californie. Militants politiques et écologistes, ils sont impliqués dans la campagne visant à protéger la zone de la spoliation commerciale et dans la création du Parti Paix et Liberté. Ils assistent au Congrès mondial pour la paix, l’indépendance nationale et le désarmement général, à Helsinki, du 10 au 15 juillet, en tant que délégués américains.
Après la fin de leur mariage, Randall crée une maison d'hôtes/galerie d'art à Tomales, en Californie. Il transforme un poulailler délabré pour en faire sa maison et son studio en 1971. Cette conversion lui vaut une attention nationale. Tout comme son immense collection de presse-purées.
En 1982, il épouse Eve Wieland, une émigrée autrichienne de guerre. Elle est sa femme jusqu'à sa mort d'un cancer quatre ans plus tard.
Au cours des neuf dernières années de sa vie, l'artiste Pele de Lappe, avec qui il est ami depuis une cinquantaine d'années, est son partenaire. Randall meurt à San Francisco le 11 août 1999, à l'âge de 80 ans, après une longue bataille contre l'emphysème.

## Carrière

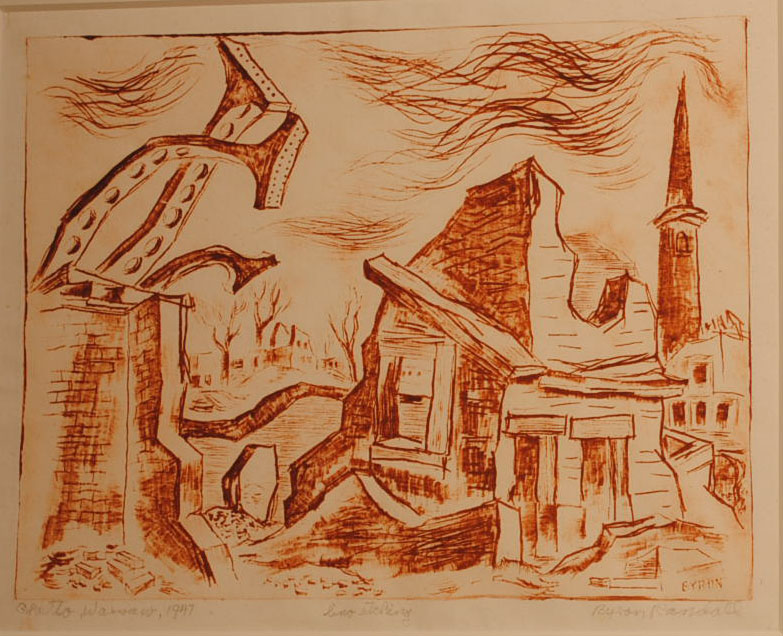
Ghetto de Varsovie, 1947.

Randall est un expressionniste dont l'art est fortement sensible à l'environnement physique. À propos de ses peintures, il a écrit : « Leur apparence aurait pu être différente si j'avais grandi ailleurs que dans l'Oregon. La lumière du soleil brillante soigne les vallées verdoyantes après un long hiver pluvieux [...] il y a un environnement puissant qui se manifesterait dans le travail d'un homme toute sa vie. J'ai vu que la communication créative a une vitalité qui lui est propre. Ce n'est pas un refuge contre la vie, mais une intensification. C'est la pratique de l'humanité. En peinture, je pense que l'approche qui affirme le mieux la vie est l'expressionnisme, et c'est pourquoi je suis devenu et je suis maintenant un expressionniste ».
Artiste principalement figuratif, Randall expérimente l'abstraction dans les années 1940, puis à nouveau dans les années 1980 et 1990. Tout au long de sa carrière, il réalise des natures mortes, des portraits, des nus et des peintures de paysages, à l'huile, à l'aquarelle, à la gouache, au pastel et en gravure. Il développe également des sculptures en plâtre et des collages tridimensionnels sur le thème de la mer (intérêt récurrent). Le souci de Randall pour la justice sociale s'est manifesté tout au long de sa carrière. C'était le plus explicite dans l'art des années 1930 aux années 1950, comme dans son estampe Diabolical Machines (« Machines diaboliques ») de 1947 (conservée dans de nombreux musées), sa peinture sur la guerre civile espagnole (au Musée d'Art Hallie Ford) et ses estampes de Juifs dépossédés de l'époque des ghettos d'Europe de l'Est (au Musée de l'Holocauste de Los Angeles), créés à partir d'observations directes. Dans les années 1960, Randall a exploré de manière satirique ce qui était pour lui l’apparat grotesque du militarisme américain, en utilisant un vocabulaire visuel de femmes horribles, de crânes et de squelettes qui s’inspirait des traditions populaires de l'art graphique mexicain. En revanche, il a invoqué l'imagerie emblématique de la liberté et de la démocratie des États-Unis, incarnée par Abraham Lincoln, à qui Randall a dédié une série de peintures à l'huile s'étalant sur deux décennies.[réf. nécessaire]
Randall considère la condition humaine comme une lutte dynamique pour la justice ou parfois simplement comme une lutte pour la survie, capturée dans ses scènes de boxeurs et de lutteurs de toute sa vie. Non seulement les luttes pour la survie humaine mais aussi planétaire ont attiré son imagination visuelle. La menace d’une apocalypse nucléaire a donné lieu à une série d’énormes toiles intitulées Doomsday (« Jugement dernier »), à la fin des années 1950 et dans les années 1960. Le Crocker Art Museum et le Smith College Museum of Art possèdent des huiles de cette série. Les dernières œuvres de Randall des années 1980 et 1990 déploient une mythologie personnelle de crânes, de Mickey Mouse, de Lucifer et de poupées nues articulées pour réfléchir aux horreurs chaotiques et au surréalisme de la culture de consommation. Flotsam and Jetsam, sa série d'estampes de petites linogravures et de gravures sur bois et de grandes huiles associées, est le résumé de cette exploration politique.[réf. nécessaire]
L'art de Randall se délecte des aspects joyeux, sensuels et fantaisistes de la vie quotidienne. Il célèbre à la fois la nudité masculine et féminine et les satisfactions hédonistes des loisirs : surfer, boire, danser, se prélasser, faire de la musique. Dès le début, l'amour de Randall pour les outils s'est manifesté dans son travail, animant sa populaire série d'huiles Philo de granges, de charrues et de pelles de la côte Ouest. Des outils et des récipients font souvent leur apparition dans ses natures mortes, tout comme les nus, qui sont souvent sournoisement incorporés aux paysages et aux natures mortes. Randall voyait dans le travail manuel le potentiel positif d’une vie non industrialisée. Cela l'a conduit à des portraits internationaux et sans sentimentalité, en peinture comme en gravure, de travailleurs, comme coupeurs de charbon et de bois, peintres en bâtiment, creuseurs, blanchisseuses, cuisiniers, charpentiers, ouvriers agricoles, débardeurs, vendeurs de pain, de ballons et de poulets. Les paysages ruraux de l'Oregon, de la Californie, d'Hawaï, du Canada, du Mexique et de l'Écosse ont stimulé Randall, en tant qu'aquarelliste, à l'utilisation de couleurs intensément vives et de coups de pinceau énergiques. La vie urbaine a également retenu son attention, depuis ses premiers paysages urbains sombres de New York jusqu'aux scènes des années 1950 à Montréal et à San Francisco.[réf. nécessaire]

### Organisation, art public et activisme pour la paix

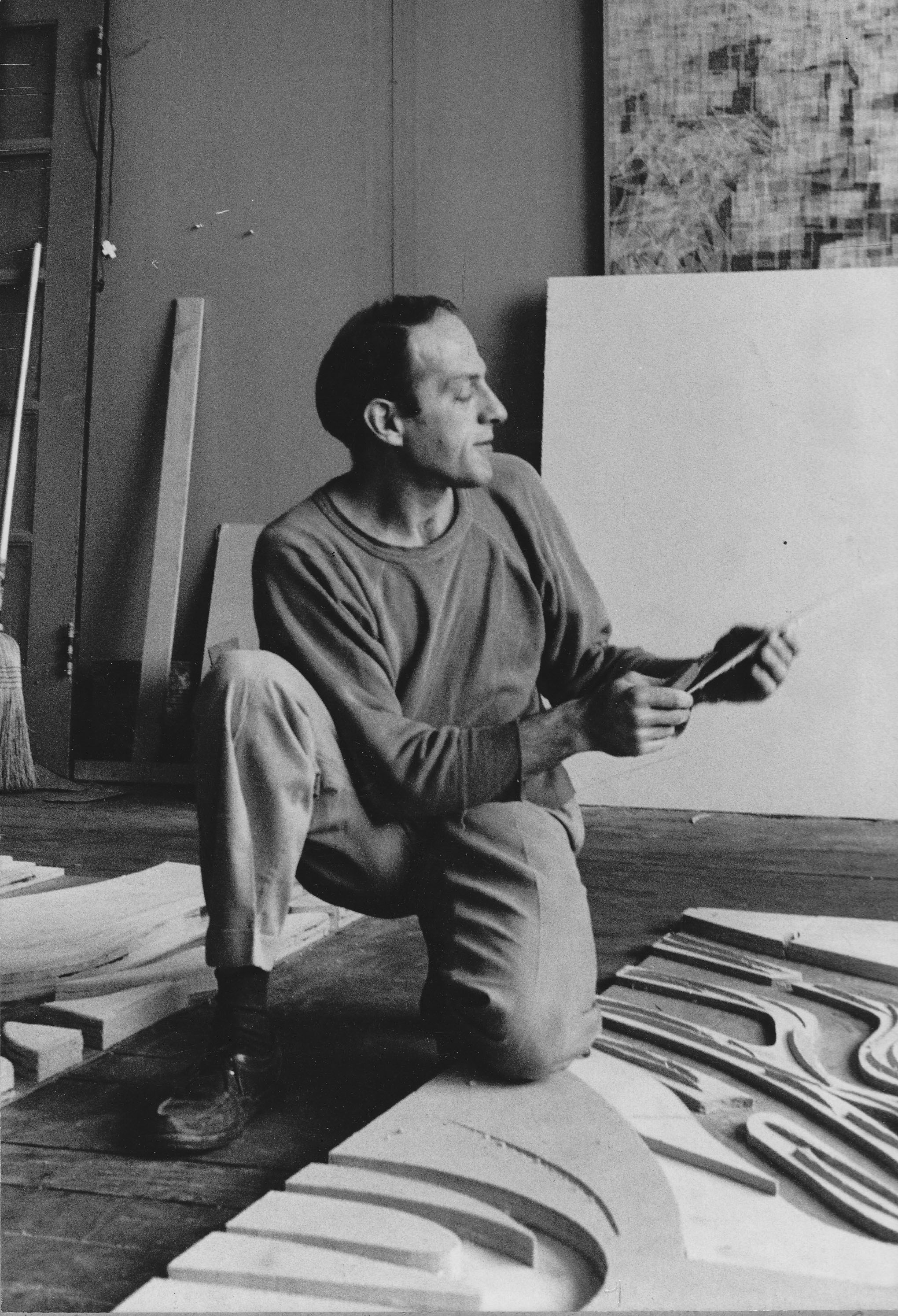
Byron Randall travaille sur le moule de la peinture murale d'Emmy Lou Packard.

Randall considérait la gravure comme une forme d'art démocratique qui avait une histoire établie et internationale dans les médias de masse. Cela l'a attiré vers la tradition mexicaine des arts graphiques, incarnée par son Taller de Gráfica Popular, associé aux artistes Leopoldo Méndez, Pablo O'Higgins (un ami proche de Randall), Francisco Mora (en) et Elizabeth Catlett. En 1940, Randall a travaillé brièvement au Taller, puis en est devenu membre associé,. Le Taller a inspiré Randall à créer la coopérative Artist's Guild of San Francisco, en 1945 (en tant que président). Il a été trésorier de la San Francisco Art Association et membre du Conseil des artistes de San Francisco. En 1947, il s'implique dans la California Labour School, à partir de laquelle se développe le Graphic Arts Workshop de San Francisco. Parmi les artistes de la California Labour School et du Graphic Arts Workshop se démarquent Victor Arnautoff, Pele de Lappe, Louise Gilbert et Lawrence Yamamoto,. Les membres de ce cercle de gauche ont illustré le Communist Manifesto in Pictures (Manifeste communiste en images) de 1948, commémorant le centenaire du Manifeste avec des gravures de Randall, Giacomo Patri, Robert P. McChesney, Hassel Smith (en), Louise Gilbert, Lou Jackson et Bits Hayden.
L'engagement de Randall pour l'art public l'a parfois conduit à réaliser des peintures murales : à la fin des années 1940, il a peint une peinture murale pour l'historique Vesuvio's Café, à North Beach, San Francisco ; en 1954, il peint une fresque dans une école publique de Mexico ; en 1957, il peint une peinture murale pour la Young Men and Women's Hebrew Association, à Montréal, et dans les années 1960, il a aidé son épouse d'alors, Emmy Lou Packard, à créer la fresque murale en bas-relief du Chavez Student Center à Sproul Plaza, UC Berkeley. Il a également restauré la fresque murale de Pablo O'Higgins, 1969, au siège de l'ILWU à Honolulu. Randall s'est associé aux artistes éminents Mark Rothko, Robert Motherwell, Charles W. White (en) et Frank Stella pour protester contre la guerre du Vietnam. L'activisme de Randall lesa également conduits, lui et Packard, en Union soviétique, en 1964, où ils ont présenté une exposition de 48 tirages au musée Pouchkine de Moscou, qui a été diffusée à la télévision soviétique. Et cela l'a amené, au milieu des années 1970, avec les artistes Mary Fuller, son mari Robert McChesney et la communauté de Sonoma, à protester contre l'installation californienne de Running Fence de Christo et Jeanne-Claude.

## Collections
- Canada
  - Musée national des beaux-arts du Québec (Québec)[26]

- États-Unis
  - National Gallery of Art (Washington)[27]
  - Musée des Beaux-Arts de San Francisco (San Francisco)[28]
  - Musée d'Art moderne de San Francisco (San Francisco)[29]
  - Art, Design & Architecture Museum (en) (Université de Californie à Santa Barbara)[30]
  - Frost Art Museum (Miami)[31]
  - Georgia Museum of Art (en) (Athens, Géorgie)[32]
  - Henry Art Gallery (Seattle)[33]
  - Jordan Schnitzer Museum of Art (en) (Eugene, Oregon)[34]
  - Krannert Art Museum (en) (Champaign, Illinois)[35]
  - Mariners' Museum and Park (en) (Newport News, Virginie)[36]
  - Mills College Art Museum (en) (Oakland, Californie)[37]
  - Minneapolis Institute of Art (Minneapolis)[38]
  - Monterey Museum of Art (en) (Monterey, Californie[39]
  - San Jose Museum of Art (en) (San José, Californie[40]
  - University of Michigan Museum of Art (en) (Ann Arbor)[41]
  - Weatherspoon Art Museum (en) (Université de Caroline du Nord à Greensboro)[42]

## Galerie

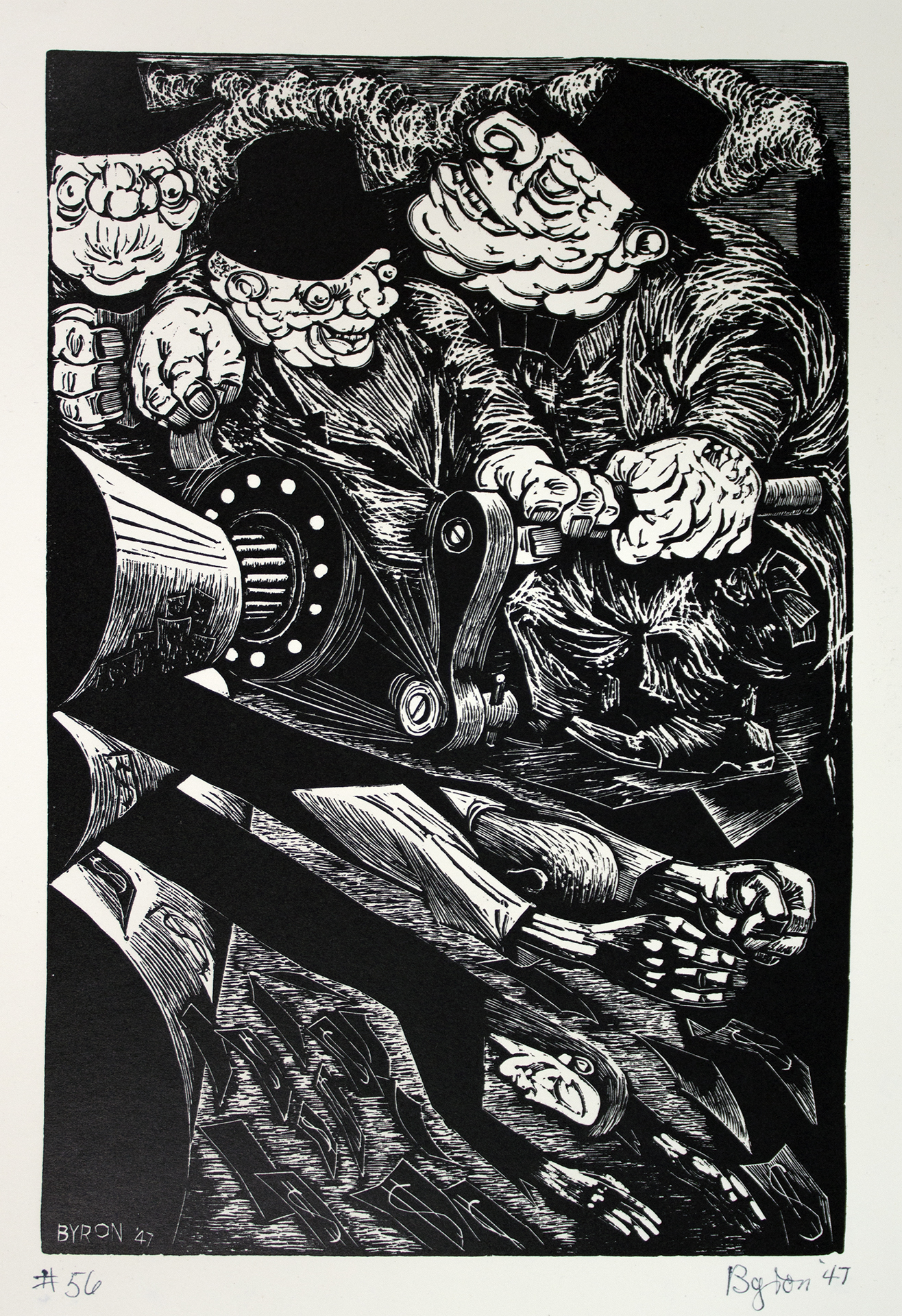
Diabolical Machine, gravure, 1947, pour le Manifeste communiste en images de 1948.
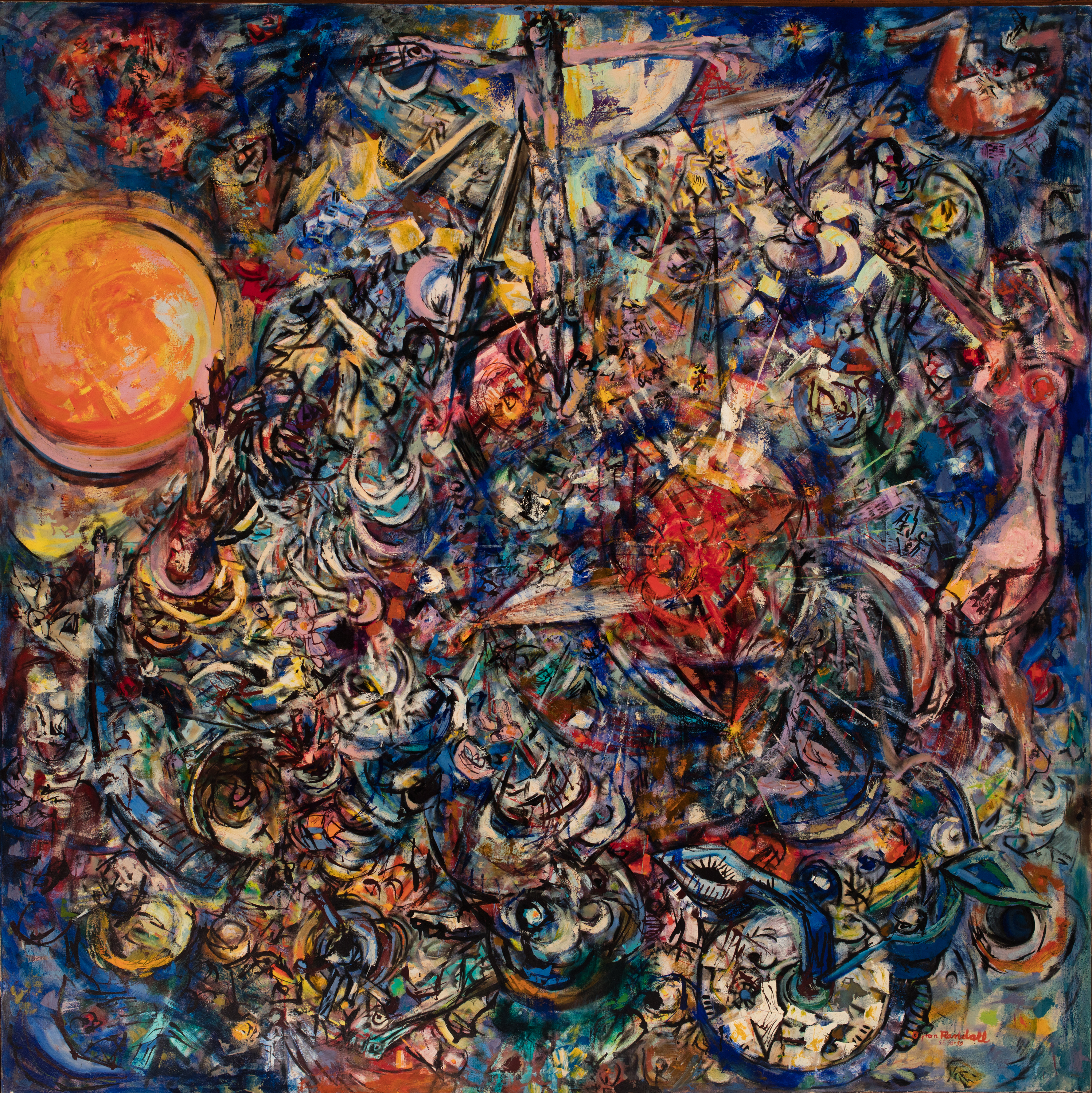
Then There Were None, 1959, série Doomsday, musée Jundt.
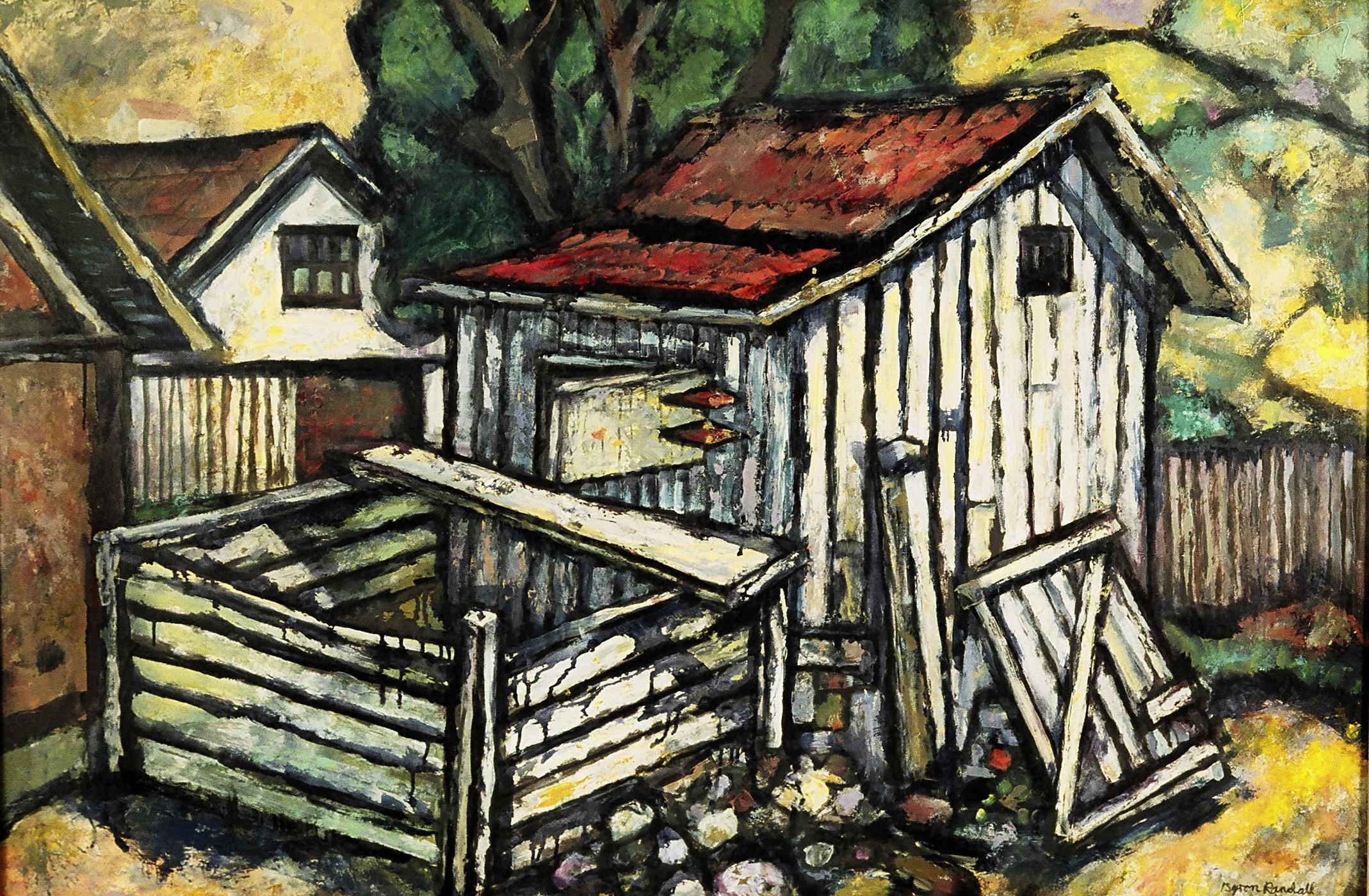
Philo, 1964-1989, collection privée.
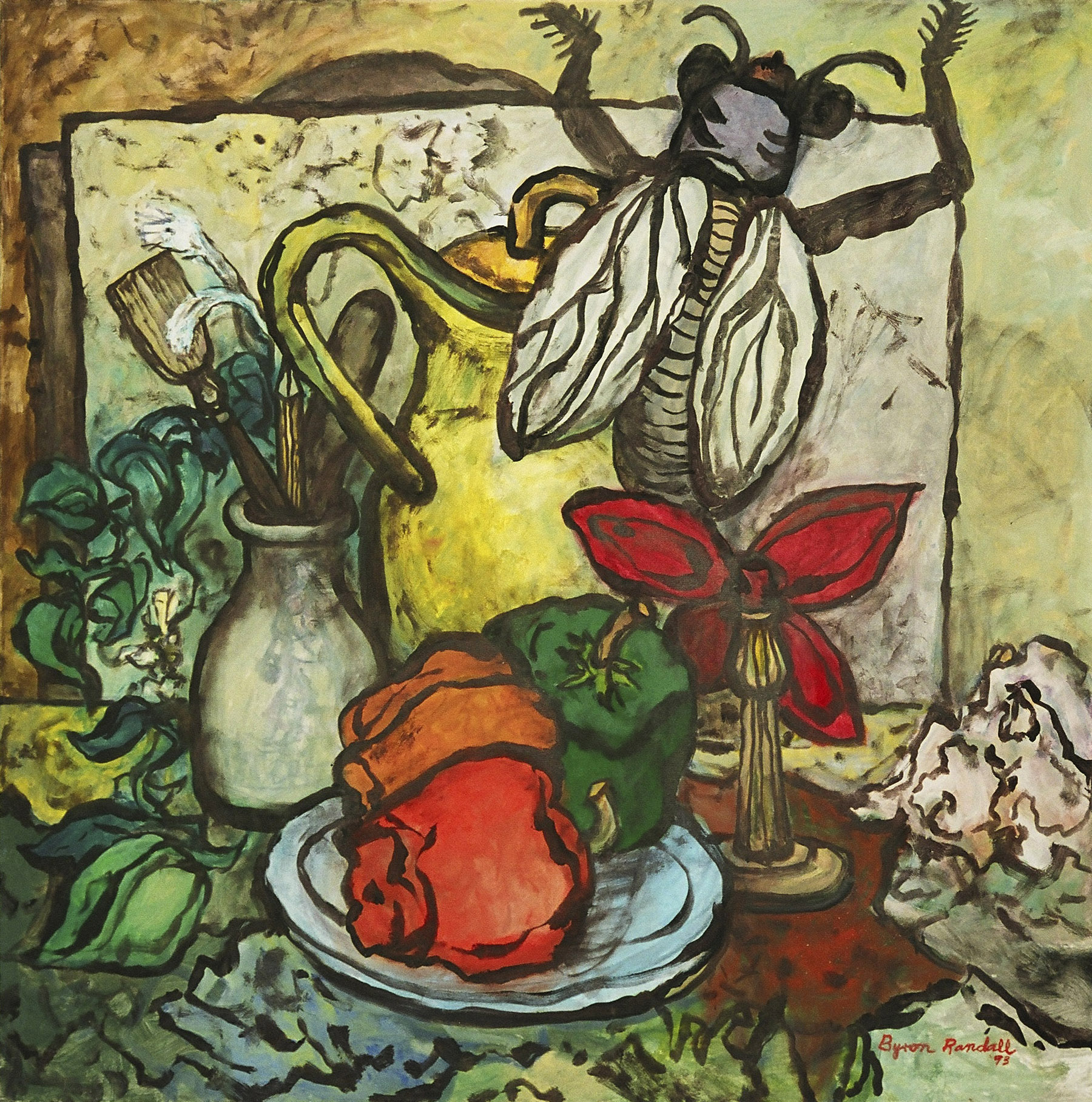
Peppers & Honeysuckle, 1993, musée d'art de Long Beach.
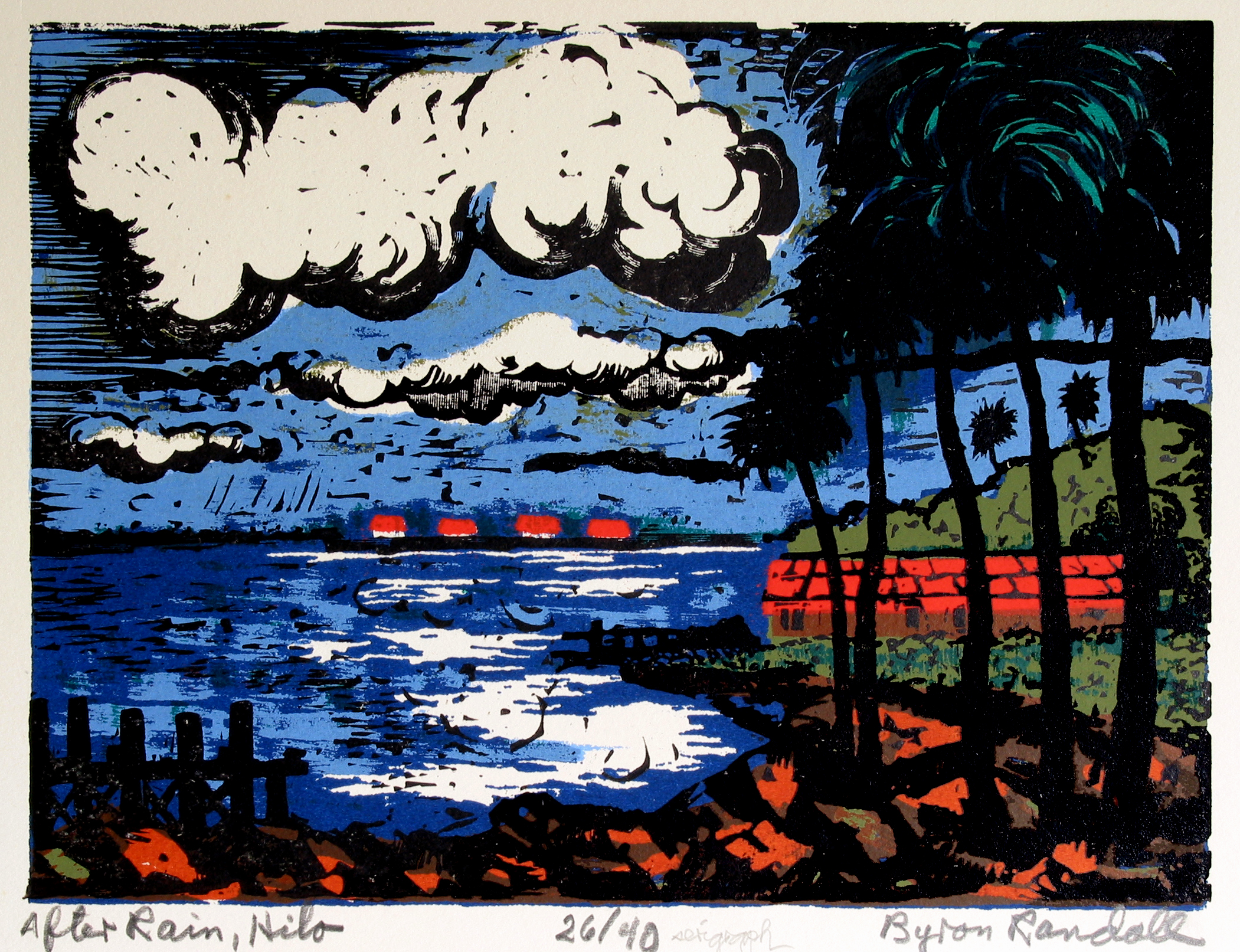
After Rain, Hilo, 1949, série de sérigraphies Hawaii.
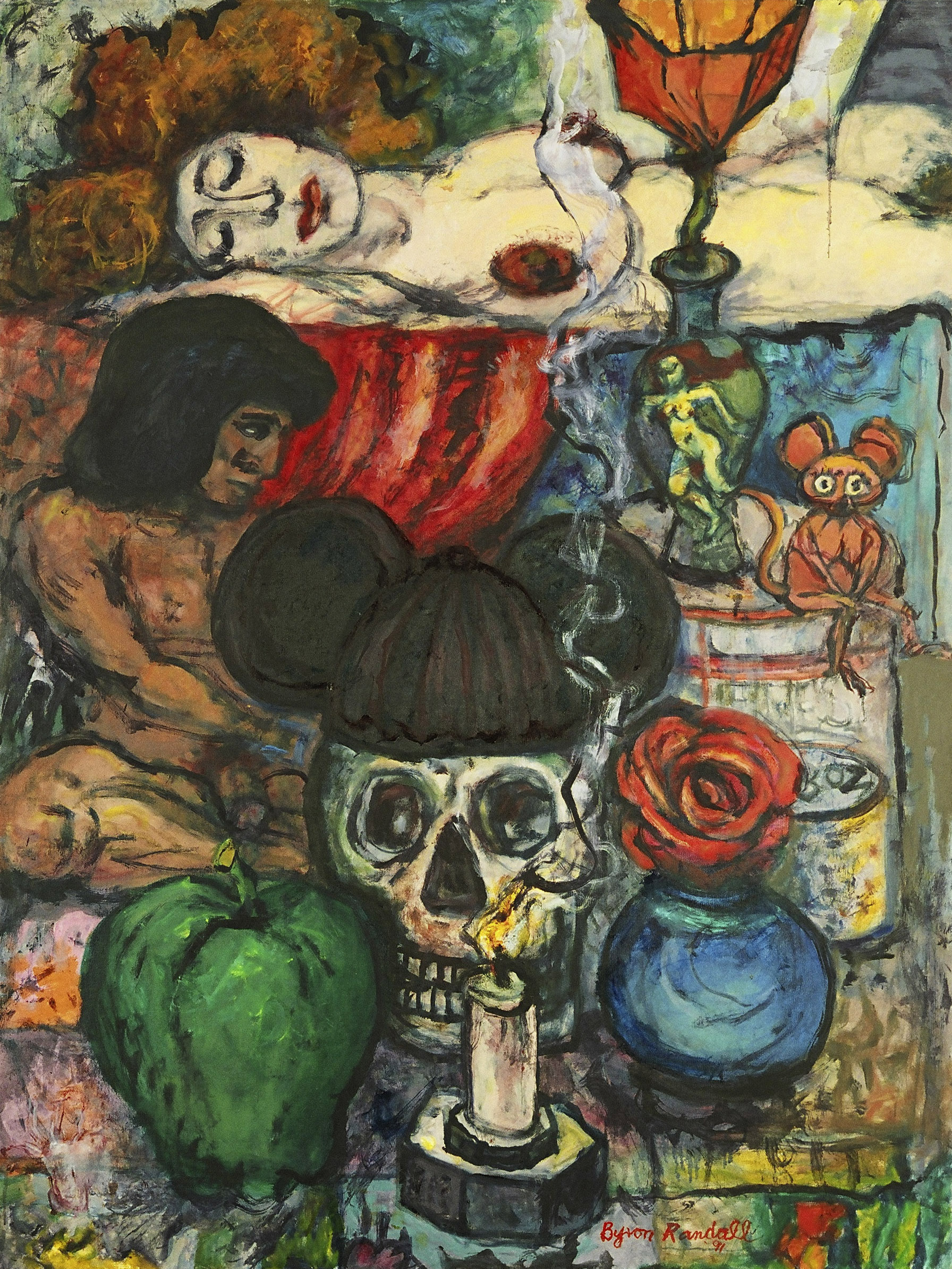
Mickey Skull, 1991.
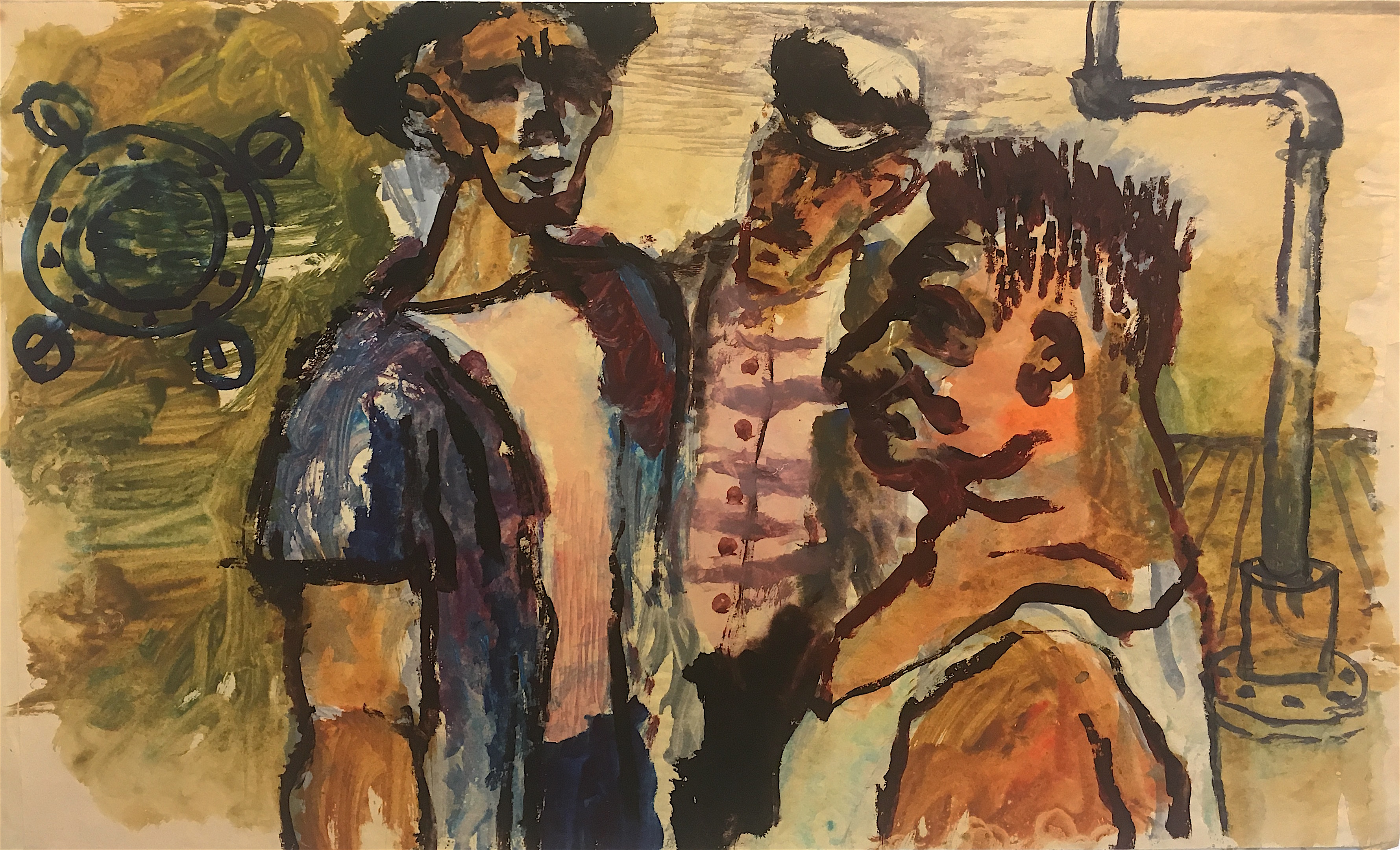
Merchant Marine Shipmates, 1943, musée Jundt.
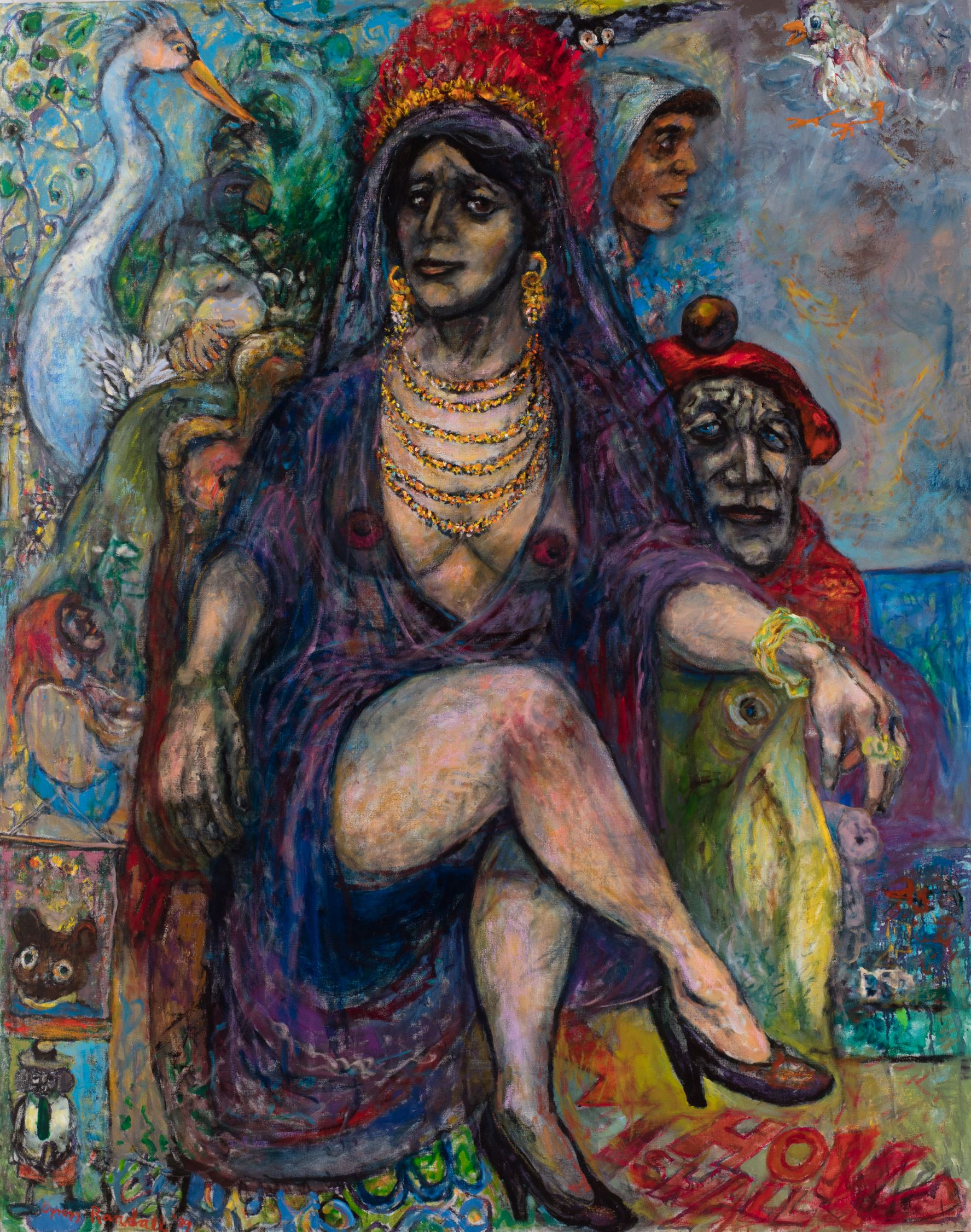
Lorraine Almeida, 1989, Long Beach Museum of Art (en).
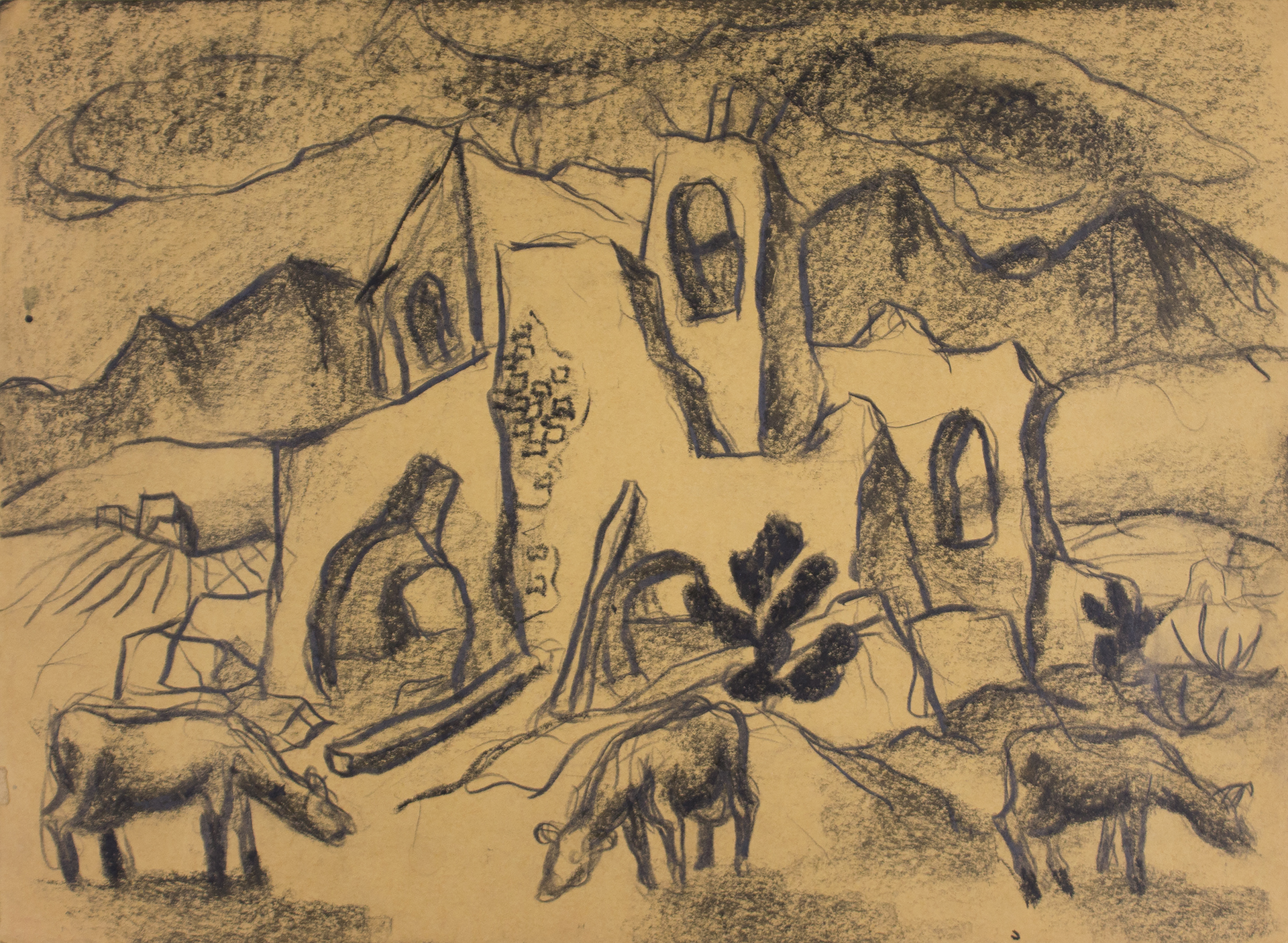
Cow Landscape, 1940, Tacuba, Mexique, collection privée.
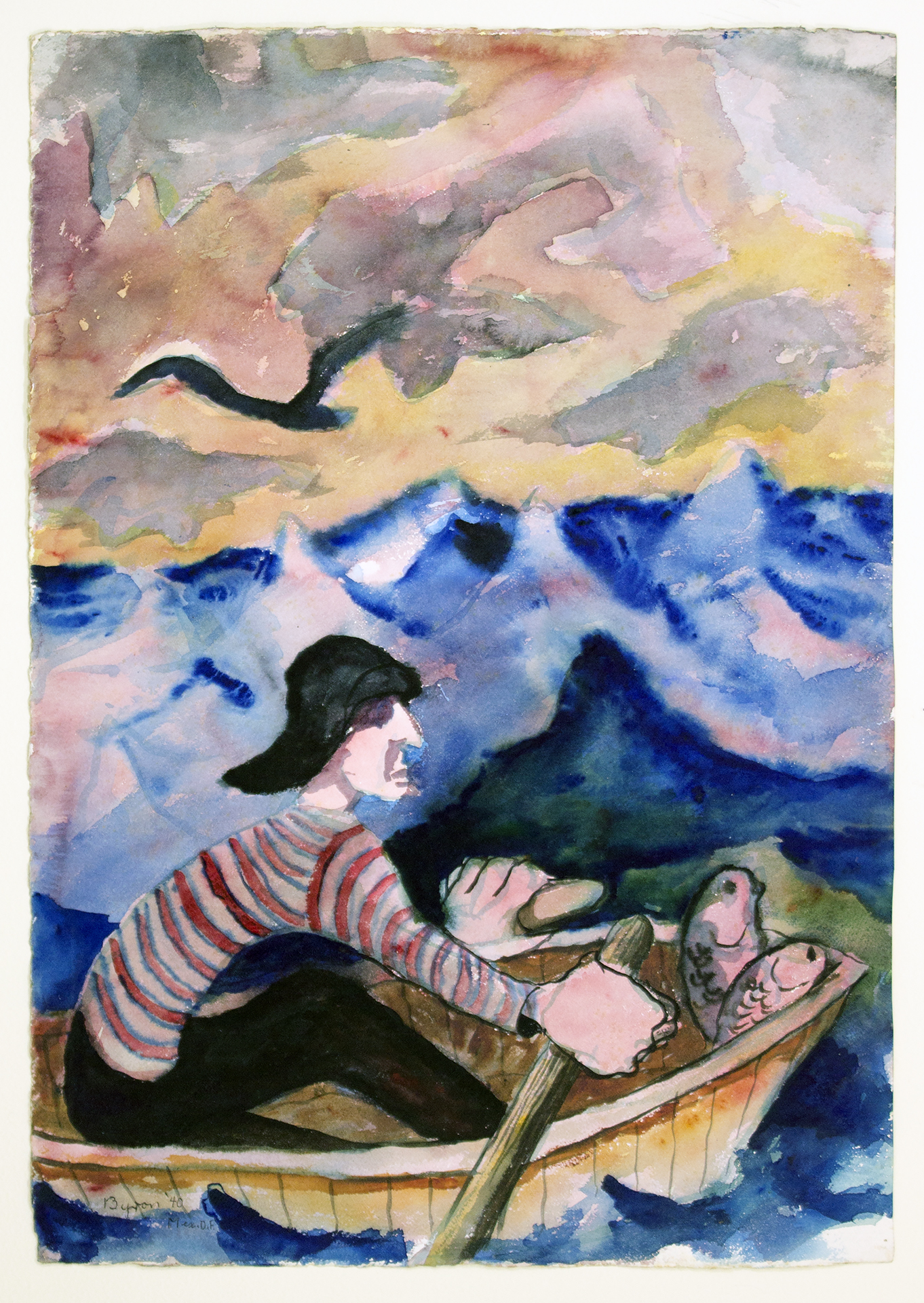
Glousterman, 1940, série Tacuba, Mexique, Mariners' Museum.
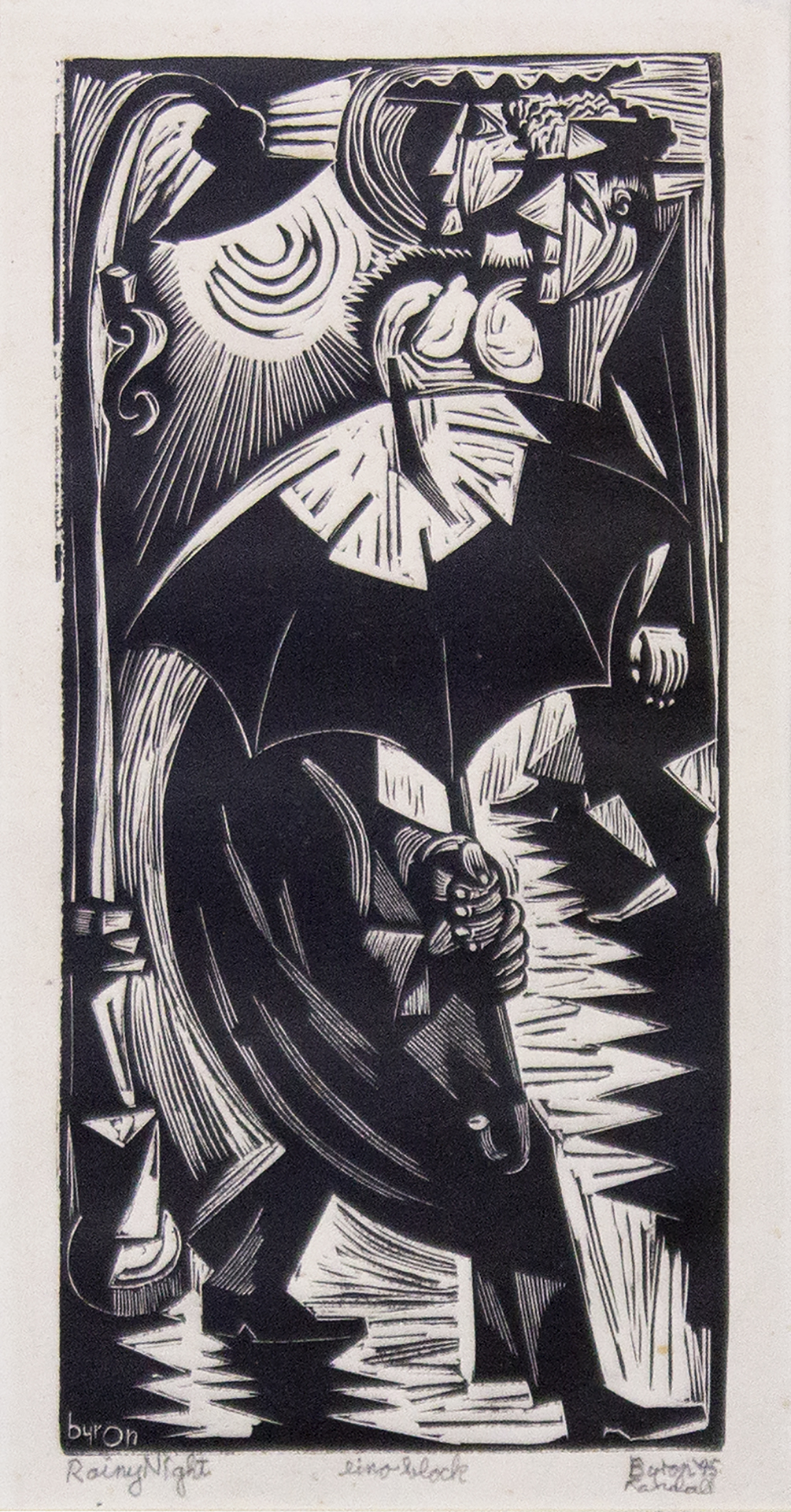
Rainy Night, linogravure, 1945.
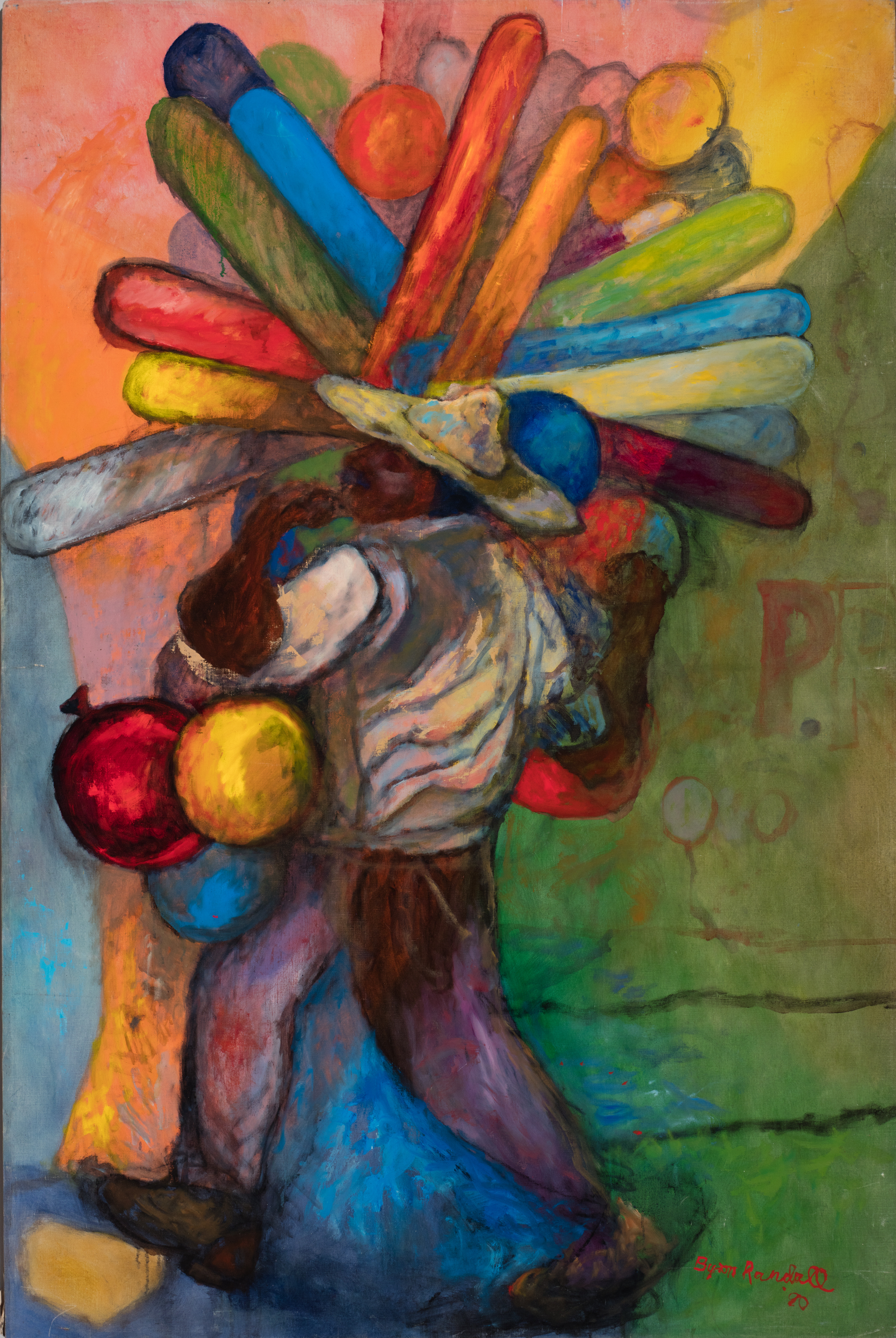
Balloon Seller, 1990, Département d'études ethniques américaines, Université de Washington.
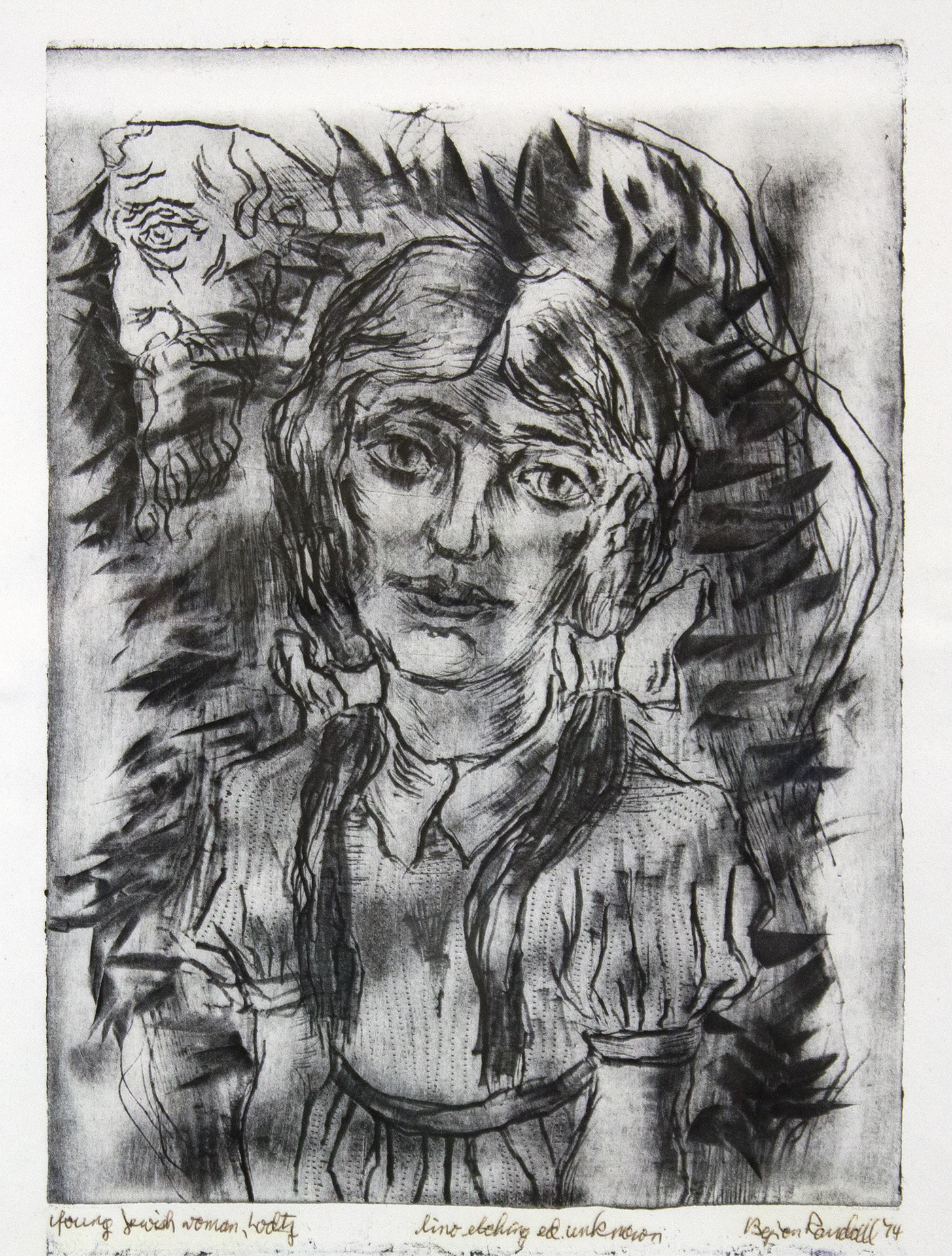
Young Woman, Lodz, gravure, 1947, musée de l'Holocauste de Los Angeles.
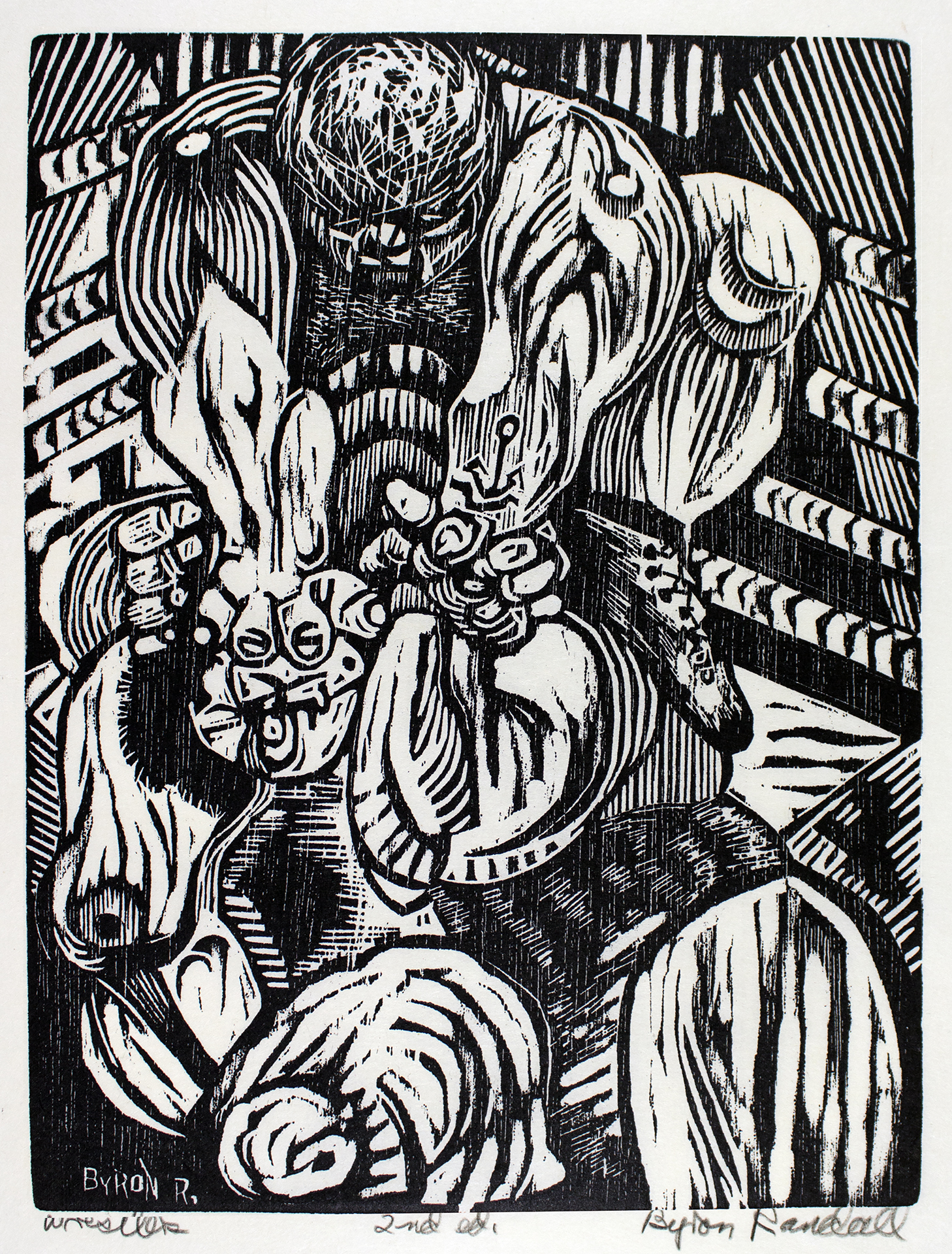
Wrestlers, 1961.
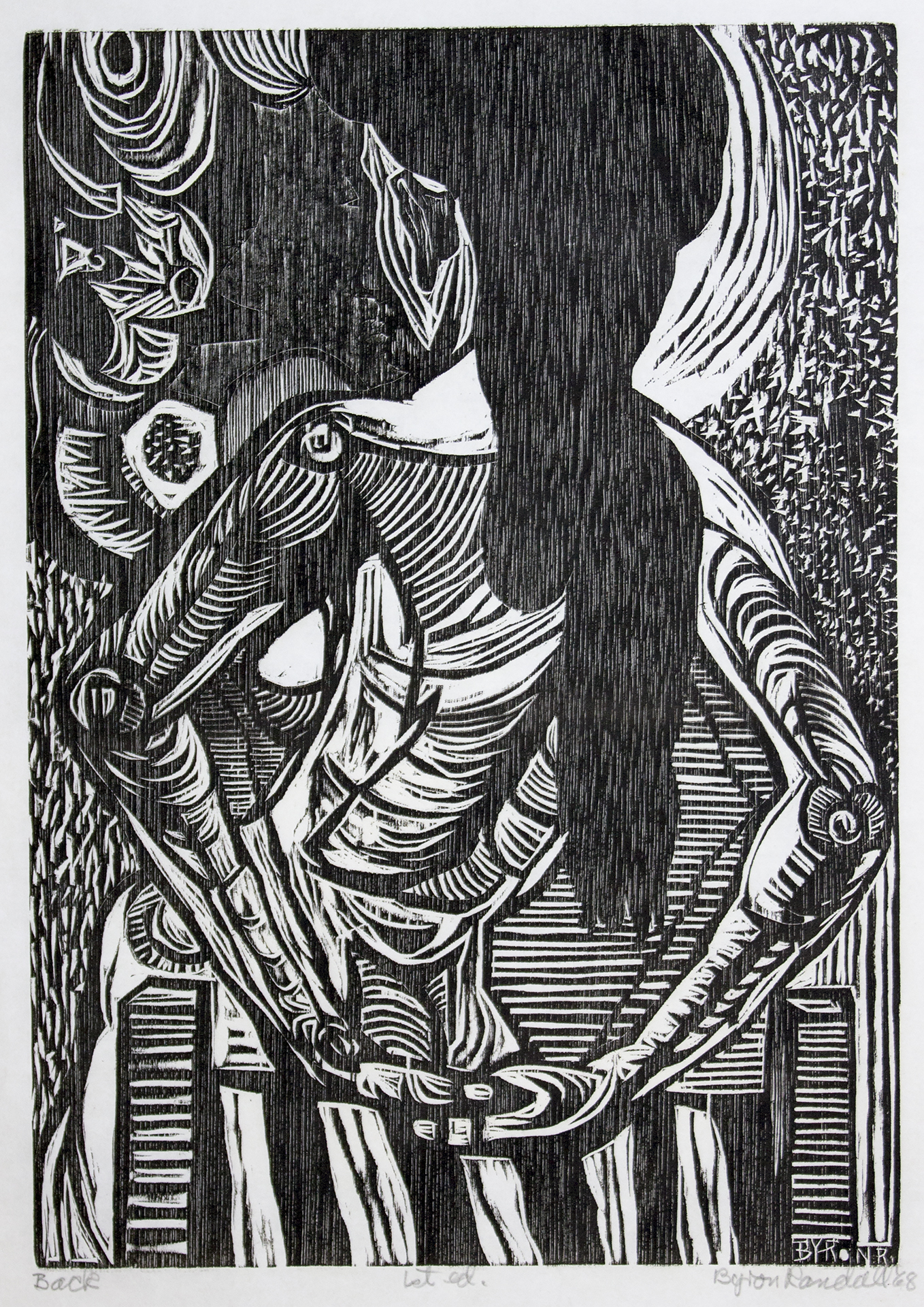
Back, série de gravures sur bois Nudes, 1968.